# Taux d'attaque
En épidémiologie, le taux d'attaque (TA) est un indicateur utilisé pour caractériser la morbidité d'une épidémie. Il peut se traduire par la vitesse d'accumulation de nouveaux cas : il correspond à un taux d'incidence cumulée. Il ne concerne pas le nombre de décès qui est estimé par la mortalité ou bien la létalité.

## Estimation
Il se calcule selon la formule suivante : 
Les nouveaux cas sont à distinguer des cas prévalents, déjà identifiés avant le comptage. La population à risque est typiquement composée des individus en contact avec des malades et/ou non vaccinés et donc susceptibles de contracter la maladie ; son estimation peut être difficile si la récurrence de l'infection chez un même sujet est possible (pas d'immunité protectrice).

## Exemples
- cas de la COVID-19, due au virus SARS-CoV-2, responsable de la Pandémie de Covid-19.
Selon une étude rétrospective chinoise de la transmission du virus entre 391 sujets et 1286 proches de ces personnes (publiée 27 avril 2020, c'est la première étude basée sur un large ensemble de données primaires de cas et de contacts étroits presque tous documentés par tests RT-PCR) : « le taux d'attaque ne différait pas significativement selon l'âge, avec en moyenne 7% des contacts étroits infectés, environ 80% de ces contacts présentant des symptômes et 3% des infections manifestant une maladie grave lors de l'évaluation initiale ». Et ce taux d'attaque était à peu près identique chez les enfants de moins de 10 ans et chez les adultes : 7,4% des contacts « étroits » des enfants ont été infectés à leur tour, et 6,6% de ceux des adultes l'ont été[3]. La contagion par les enfants a été plus discrète car ils sont le plus souvent asymptomatiques ou pauci-symptomatiques (avec peu de symptômes, par exemple avec les symptômes d'un rhume), mais les auteurs de l'étude en déduisent que « les enfants courent un risque d'infection similaire à la population générale, bien que moins susceptibles de présenter des symptômes graves ; ils doivent donc être pris en compte dans les analyses de transmission et de contrôle »[3].